# Isomyia timens
Isomyia timens är en tvåvingeart som beskrevs av Zumpt 1962. Isomyia timens ingår i släktet Isomyia och familjen Rhiniidae.
Artens utbredningsområde är Madagaskar. Inga underarter finns listade i Catalogue of Life.